# Thamnoecha concolor
Thamnoecha concolor är en fjärilsart som beskrevs av George Francis Hampson 1892. Thamnoecha concolor ingår i släktet Thamnoecha och familjen svärmare. Inga underarter finns listade i Catalogue of Life.